# Gran kommune
 For alternative betydninger, se Gran.
Gran er en kommune og en by i Innlandet fylke i Norge. Stednavnet kan enten stamme fra trænavnet gran og vin, som betyder eng, eller det latinske ord granula, som betyder korn. Højeste punkt er Lushaugen der er 812 moh.

## Geografi
Gran er en del af Hadeland. Mod nord grænser kommunen op til Søndre Land og Vestre Toten, mod øst til Hurdal og Nannestad, mod syd til Lunner og Jevnaker, og mod vest til Ringerike.
De fleste af kommunens indbyggere bor i byerne Gran, Brandbu, Jaren og Bjoneroa.

## Økonomi
Kommunens nettoindkomst pr. indbygger udgjorde i 2002 24.098 NOK, og bruttoindkomsten var 41.835 NOK. (også kommunal økonomi, ikke privat). Sundhedsudgifter udgjorde ca. 1/3 af det totale budget, hvilket er 7.5 procent over landsgennemsnittet.

## Historie
På Granavollen ligger Søsterkirkene, to stenkirker fra middelalderen. De er bygget side om side. Den mindste og ældste er Mariakirke, en kirke med et enkelt kirkeskib bygget i romansk stil. Nikolaikirke ved siden af er en trefløjet basilika, formentlig inspireret af Halvardskirken i Oslo. Ifølge de lokale myter er kirkerne bygget af to søstre, der hadede hinanden så meget, at de ikke engang ville gå i den samme kirke. En mere fornuftspræget forklaring er dog, at Mariakirke blev bygget til den lokale menighed, mens Nikolaikirke var forbeholdt det større Hadeland sogn.
I Tingelstad findes en anden middelalderlig stenkirke fra det 12. århundrede, som kaldes Tingelstad gamle kirke. Bygningen har overlevet, selv om den kun har været sporadisk brugt de seneste 140 år. Her finder man også Hadeland Folkemuseum med en række bygninger fra området, landbrugsredskaber og en gravhøj fra vikingetiden, samt en kopi af Dynnasteinen, en runesten fra det 11. århundrede. Desuden har museet et arkiv med fotografier og dokumenter fra området.

## Seværdigheder
- Søsterkirkerne på Gran, to stenkirker fra middelalderen, som er bygget side om side. Den mindste og ældste er Mariakirken, en enskibet romansk kirke, mens Nikolaikirken er en treskibet basilika, sandsynligvis efter forbillede af Halvardskirken i Oslo. I følge sagnet blev kirkerne bygget af to søstre, men en bedre forklaring er, at Mariakirken er bygget for den lokale menighed, mens Nikolaikirken er en hovedkirke for Hadeland.
- Tingelstad gamle kirke
- Hadeland Folkemuseum
- Stenhuset på Granavollen, et af de ældste sekulære huse i Norge.
- Stensætningen på Bilden
- Raukr Vikingemuseum